# Sanfilippodytes pseudovilis
Sanfilippodytes pseudovilis är en skalbaggsart som först beskrevs av Young 1953.  Sanfilippodytes pseudovilis ingår i släktet Sanfilippodytes och familjen dykare. Inga underarter finns listade i Catalogue of Life.